# رجل العنزة السرفيلية
رجل العنزة السرفيلية (الاسم العلمي:Aegopodium anthriscoides) هو نوع غير مؤكد من النباتات يتبع جنس رجل العنزة من الفصيلة الخيمية.